# Jean-Michel Guenassia
Jean-Michel Guenassia (Argel, 1950) es un escritor francés que obtuvo notoriedad en todo el mundo al ganar el Premio Goncourt de los estudiantes con su novela El club de los optimistas incorregibles en 2009.

## Biografía
Estudió derecho ejerciendo como abogado durante seis años hasta que decidió dedicarse a escribir guiones para televisión y obras de teatro. Empezó su carrera como novelista con una historia detectivesca titulada Pour cent millions (Éditions Liana Levi). En 2009 saltó a la palestra literaria internacional ganando el Premio Goncourt de los estudiantes con su aclamada novela El club de los optimistas incorregibles (Éditions Albin Michel). Traducida a quince idiomas, fue publicada en España por RBA en castellano y por Grup 62 en catalán.
Desde entonces ha seguido escribiendo novelas, aunque la mayoría sólo se han publicado en Francia donde se ha consolidado como escritor contemporáneo de referencia.

## Obra Completa

### Novelas

#### Pour cent millions(1986)
Es una historia detectivesca que sigue las andanzas del abogado Baptiste Dupré, un hombre atípico que está aburrido de su vida. Un día conocerá a un oponente que le embarcará en una arriesgada aventura.
Fue publicada por Éditions Liana Levi (ISBN 9782867460197) y ganó el Prix Michel-Lebrun en la categoría de novela policiaca. En 2014 fue reeditada con un nuevo título, Dernière donne por Le Livre de poche (ISBN 9782253004608).

#### El club de los optimistas incorregibles(2009)[6]
Ambientada en París entre los años 1959 y 1964, cuenta la historia de la familia Marini en plena desintegración a causa del divorcio de los padres en un período de prosperidad económica. El hijo mediano, Michel, encontrará apoyo en los miembros de un atípico club de ajedrez frecuentado por exiliados de Europa del Este.
A través de los ojos de un niño de 12 años, la novela trata muchos temas sociales y políticos de la época, enlazando varias líneas argumentales y presentando personajes secundarios con mucho trasfondo. Es una historia que principalmente reflexiona sobre el aprendizaje y la desaparición de los sueños de juventud reconstruyendo minuciosamente toda una época y sus ideales.
Fue publicada en Francia por Éditions Albin Michel en 2009 (Le Club des Incorrigibles Optimistes ISBN 9782226193926) ganando ese mismo año el Premio Goncourt de los estudiantes. Este galardón le dio fama a nivel mundial ganando lectores en varios países. El propio autor declaró al programa de televisión Página 2 de RTVE que consideraba El club de los optimistas incorregibles su primera novela verdadera, pese a haber publicado un libro de misterio 25 años atrás, y que le había dedicado 15 años de trabajo. Le Livre de poche publicó la edición francesa de bolsillo en 2011 (ISBN 9782253159643).
RBA publicó el libro, traducido por María Teresa Gallego Urrutia, en español el año 2010 (ISBN 9788498678284) y Grup 62 lo publicó en catalán (ISBN 9788429767032) ese mismo año traducido por Eulàlia Sandarán Fontfreda. Pese al éxito de ventas, que propició la impresión de varias ediciones, el libro se encuentra ahora descatalogado en España.

#### La vida soñada de Ernesto G.(2012)
Traza el itinerario de Joseph Kaplan (un héroe que no quiso serlo), judío nacido en Praga en 1910 en una familia de médicos. A su vez, estudiante de medicina, el joven abraza los ideales revolucionarios de su tiempo. Preocupado por sus socios, su padre lo envió a París, con el pretexto de realizar una especialización en biología. No obstante, terminados sus estudios se le ofrece un puesto en el Instituto Pasteur de Argel. A lo largo de las páginas, su destino se fusiona con el de su país y el de su siglo; un siglo de ideologías y esperanzas destrozadas. La novela drena un cierto desencanto que se materializa con la aparición de un argentino a quien Joseph cura en su sanatorio. Este guerrillero exhausto no es otro que Ernesto Guevara.
Tras el gran éxito de su anterior novela, el libro fue bien acogido por los lectores y por la crítica. En Francia fue publicada por Éditions Albin Michel (La Vie rêvée d'Ernesto G. ISBN 9782226242952) y en bolsillo por Le Livre de poche en 2014 (ISBN 9782253194163 ). Ganó el Prix du Roman Chapitre el mismo año de su publicación.
La obra fue traducida al castellano por Marta Pino y publicada en octubre de 2013 por RBA (ISBN 9788490560006). Ahora mismo la novela se encuentra descatalogada en España. Nunca se ha llevado a cabo ninguna traducción al catalán.

#### Trompe-la-mort(2015)
Obligado a irse de Nueva Delhi a Londres a la edad de ocho años, Tom Larch siempre ha estado dividido entre sus dos culturas. La de su madre, india, y la de su padre, ingeniero inglés. A los dieciocho, se alistó en los Royal Marines y se convirtió en un héroe, a su pesar. De regreso a la vida civil, tendrá que enfrentarse a sus propios demonios cuando uno de los hombres más ricos del mundo le pide que vaya a la India en busca de su hijo, a quien solo Tom puede encontrar.
Éditions Albin Michel publicó el libro en 2015 (ISBN 9782226312464) y Le Livre de poche lo hizo en 2016 en formato de bolsillo (ISBN 9782253068679). Hasta el momento no se ha traducido ni al español ni al catalán.

#### La Valse des arbres et du ciel(2016)
En esta novela, Guenassia revela una versión asombrosa de los últimos días del gran artista Vincent van Gogh desde la mirada de Marguerite Gachet, su último gran amor. ¿Y si el Dr. Gachet no hubiera sido un amigo acérrimo de los impresionistas, sino un oportunista codicioso y engreído? ¿Y si algunas de sus pinturas expuestas en el Museo de Orsay fueran falsificaciones?...
Publicada en Francia en 2016 por Éditions Albin Michel (ISBN 9782226328755) y en bolsillo por Le Livre de poche en 2018 (ISBN 9782253073710). Hasta el momento no se ha publicado en España.

#### De l’influence de David Bowie sur la destinée des jeunes filles(2017)
Paul nunca conoció a su padre, sino que ha crecido con su madre, una artista del tatuaje que bebe, fuma y desafía a la sociedad.
Debido a su apariencia andrógina, a menudo confunden a Paul con una mujer y tanto su madre como sus compañeros especulan sobre su identidad sexual.
David Bowie desempañará un papel secundario pero crucial en la trama y en la propia vida de Paul.
Publicada en 2017 por Éditions Albin Michel (ISBN 9782226399137), ya convertido editor habitual del autor, y en formato bolsillo en 2019 por Le Livre de poche (ISBN 9782253237914), es por el momento la última novela del autor. No ha sido traducida ni al español ni al catalán.

### Guiones
- 1985: Claire obscure (TV) de Franck Appréderis, serie Les Cinq Dernières Minutes.
- 1990: Pour cent millions (TV) by Brigitte Sauriol, serie Haute tensión.
- 1992 : Récidive (TV) de Franck Apprédéris.

### Teatro
- 1988: Le Rebelle, dirigida por Jean Rougerie en el Théâtre Tristan-Bernard de París.